# Ragnatele d'inganni
Ragnatele d'inganni (The Killings at Badger's Drift) è un romanzo della scrittrice inglese Caroline Graham, il primo del ciclo poliziesco dedicato al personaggio dell'ispettore Barnaby e ambientato nell'immaginaria contea di Midsomer.

## Storia editoriale
Il libro, nella categoria Miglior romanzo d'esordio, ha vinto il Premio Macavity 1989, ha ricevuto la nomination all'Anthony Award 1989 e all'Agatha Award 1988.È stato inoltre incluso in I migliori cento romanzi gialli di tutti i tempi, nella lista della CWA.

## Trama
(Incipit)
.
L'azione del romanzo copre un periodo di circa due settimane, da venerdì 17 luglio 1987 (passeggiata pomeridiana di Emily Simpson nel bosco, e sua successiva morte) sino al sabato in cui è previsto il matrimonio fra Katherine Lacey ed Henry Trace.
Inghilterra meridionale, Contea di Midsomer, estate del 1987. L'anziana signorina Simpson, addentratasi a passeggiare nel bosco non lontano da Badger's Drift, il villaggio in cui abita, vede qualcosa di strano e sconvolgente: un uomo ed una donna impegnati in un focoso amplesso. La signorina Simpson non si è mai sposata ed appartiene ad una generazione educata in maniera sostanzialmente vittoriana: tuttavia non è tanto l'attività sessuale di cui è stata testimone a turbarla, quanto piuttosto l'identità delle persone che ha visto e che - mentre tentava di ritirarsi silenziosamente - si sono accorte di lei. La sua incertezza su cosa sia opportuno fare la induce poco più tardi a telefonare ai Samaritani, un centro di consulto e assistenza; parla con un'operatrice alla quale accenna appena il problema che la angoscia, aggiungendo poi una frase sibillina: "Proprio come la povera Annabella". 
 Questo contatto, per quanto labile, diventa comunque l'indizio da cui partire quando poche ore dopo Emily Simpson viene ritrovata morta nel suo cottage e dietro insistenza dell'amica Lucy Bellringer la polizia è costretta a riconoscere che non di incidente si tratta, bensì di omicidio: Emily è stata avvelenata. 
 L'indagine viene affidata all'ispettore Barnaby e al suo sottoposto, il sergente Troy; il loro primo passo consiste nel cercare di identificare la coppia del bosco perché è per difendere una relazione evidentemente illecita che i due, insieme o da soli, hanno ucciso l'anziana donna. Malgrado gli abitanti del villaggio siano soltanto poco più di trecento, la ricerca è però più difficile del previsto: tutti coloro che corrispondono al profilo dei presunti colpevoli, ovvero uomini e donne con relazioni ufficiali e situazioni famigliari che verrebbero compromesse da uno scandalo, risultano fornite di alibi per il giorno del delitto. D'altra parte, ipotizzare un diverso movente renderebbe tutto ancor più incerto e confuso. 
 Barnaby si ritrova per un po' in un vicolo cieco e per lui sarà necessario prendere in considerazione altri due delitti, uno vecchio di qualche anno ed uno recentissimo, per riuscire ad identificare gli assassini e a svelare interamente il loro piano, cinico, paziente, verso la fine sempre più tragico e disperato.

## Personaggi
- Tom Barnaby. Ispettore capo della contea di Midsomer, ha un aspetto solido ed imponente. La sua lunga esperienza professionale rischia di causargli una durezza d'animo contro la quale non cessa di combattere; è competente, rispettato, sa vedere il confine tra disciplina e inutile pignoleria. Il suo lavoro è importante per lui, ma altrettanto importante è la famiglia: la moglie Joyce, che non sa cucinare ma che gli è ottima compagna da più di vent'anni, l'eccentrica figlia unica Cully, studentessa a Cambridge e aspirante attrice, ed anche gli anziani genitori, ai quali telefona regolarmente tutte le settimane. Il crimine in ogni caso non è la sua unica occupazione: è un uomo ragionevolmente colto e fa parte di un circolo di pittura.
- Gavin Troy. Giovane sergente egocentrico ed ambizioso, è legato al suo capo da un complesso rapporto: lo ammira ma spesso non lo capisce. Crede di essere un ottimo poliziotto, in realtà però ha ancora molto da imparare. Ha la pelle chiara ed i capelli rossi, fuma molto; è sposato ma non disdegna la compagnia femminile.
- Emily Simpson. Ottantenne ex insegnante di letteratura, vive con il suo vecchio cane Benjy in un cottage con giardino il cui ordine e la cui semplicità rispecchiano perfettamente il suo carattere.
- Lucy Bellringer. Ottantenne ex insegnante di musica, ha un gatto di nome Wellington; vive in un cottage disordinato e stipato di oggetti che ben si adatta al suo temperamento eccentrico ed esuberante. È la migliore amica ed esecutrice testamentaria di Emily Simpson, che conosceva sin da giovane, e con la quale gareggiava abitualmente nella ricerca di rare orchidee selvatiche.
- Dottor Trevor Lessiter. È lo specialista di Badger's Drift che ha rilasciato il primo erroneo certificato di morte per Emily Simpson, diagnosticando un arresto cardiaco dovuto a grave bronchite.
- Barbara Lessiter. Seconda moglie del dottor Lessiter, è una donna non più giovane ma ben tenuta. Si è elevata dall'originario grigiore e dalla povertà della sua famiglia a prezzo di enormi sforzi; il matrimonio le ha dato quella sicurezza economica alla quale aveva sempre aspirato.
- Judy Lessiter. Figlia di primo letto del dottore, odia la matrigna e rimpiange il tempo in cui, dopo la morte della madre, poteva prendersi cura del padre senza interferenze. Fisicamente poco attraente, nutre tuttavia passioni e sentimenti romantici tipici dell'adolescenza. Lavora presso una biblioteca.
- Michael Lacey. Giovane pittore di talento; cinico e scorbutico, sembra curarsi soltanto della propria arte. È per lui che Judy Lessiter ha preso una tremenda cotta.
- Katherine Lacey. Bellissima e affascinante, è la diciannovenne sorella di Michael, con il quel vive in un cottage squallido e disadorno in attesa dell'imminente matrimonio con il maturo Henry Trace.
- Henry Trace. Ricco possidente del luogo, ha una quarantina d'anni ma sembra più vecchio; è costretto su di una sedia a rotelle. Conosceva il padre di Michael e Katherine (uno scapestrato giocatore d'azzardo che ha perduto tutti i beni di famiglia, causando la morte della moglie), ed ha sempre provveduto alle esigenze economiche dei ragazzi. La sua prima moglie Beatrice (Bella) è morta da un paio d'anni in un incidente di caccia; ora sta per convolare a nozze con la giovane Katherine, anche se la cognata Phyllis Cadell aveva sperato di poter essere lei, la sposa.
- Iris Rainbird. Donna apparentemente morbida e dolce, in realtà energica e determinata; pettegola instancabile ed ottima osservatrice, ha trasformato la propria attitudine al controllo in una sicura fonte di reddito, derivante da piccoli e grandi ricatti ai danni di molti degli abitanti di Badger's Drift.
- Dennis Rainbird. Figlio unico di Iris, è legato alla madre da un morboso rapporto di dipendenza. Pallido, magrissimo, quasi esangue, molto appropriatamente lavora in un'agenzia di pompe funebri di cui è socio al 50 %. L'atteggiamento viscido e untuoso che gli è proprio non lo rende in genere troppo gradito alle persone con le quali entra in contatto; in realtà però Dennis è solo un uomo solo e infelice.

## Opere derivate
Il romanzo ha ispirato il pilot della serie televisiva inglese Midsomer Murders (L'ispettore Barnaby). L'episodio, The Killings at Badger's Drift, fu trasmesso per la prima volta nel Regno Unito nel 1997, e in Italia a partire dal 2003.

## Edizioni
- (EN)  Caroline Graham, Killings at Badger's Drift, Random House, London, 1987, p.264 - ISBN 0712617442

Edizioni in italiano
- Caroline Graham, Ragnatele d'inganni, traduzione di Laura Talluri, Il Giallo Mondadori nº 2097, Milano, 1989;
- Caroline Graham, Ragnatele d'inganni, traduzione di Laura Talluri, Milano, Baldini Castoldi Dalai editore, 2010, p.254; ISBN 978-88-6073-730-4